# Thụy hương nguyệt quế
Thụy hương nguyệt quế (danh pháp hai phần: Daphne laureola) là một loài thực vật thuộc chi Thụy hương. Loài này mọc ở đất kiềm. Nó được tìm thấy ở châu Âu, Algérie, Maroc và Açores). Loài này có hoa màu xanh lá cây hơi vàng. Tất cả các bộ phận của cây là độc. Cây có chiều cao từ 0,5 đến 1,5 mét. Bên ngoài phạm vi phân bố, thụy hương nguyệt quế là một loài cỏ dại cấp B tại bang Washington.
Phân loài được công nhận là Daphne laureola subsp. philippi (Gren. & Godr.) Rouy.

## Danh pháp đồng nghĩa
- Daphne arvernensis Gand.
- Daphne cantabrica Willk.
- Daphne kabylica Chabert
- Daphne laureola var. latifolia Coss.
- Daphne laureola subsp. latifolia (Coss.) Rivas Mart.
- Daphne major Lam.
- Daphne multiflora Thore ex Rchb.
- Daphne pycnophylla Gand.
- Daphne sempervirens Salisb.
- Laureola mas Garsault
- Laureola sempervirens C. Bauhin ex Fourr.
- Thymelaea laureola (L.) Scop.

## Hình ảnh

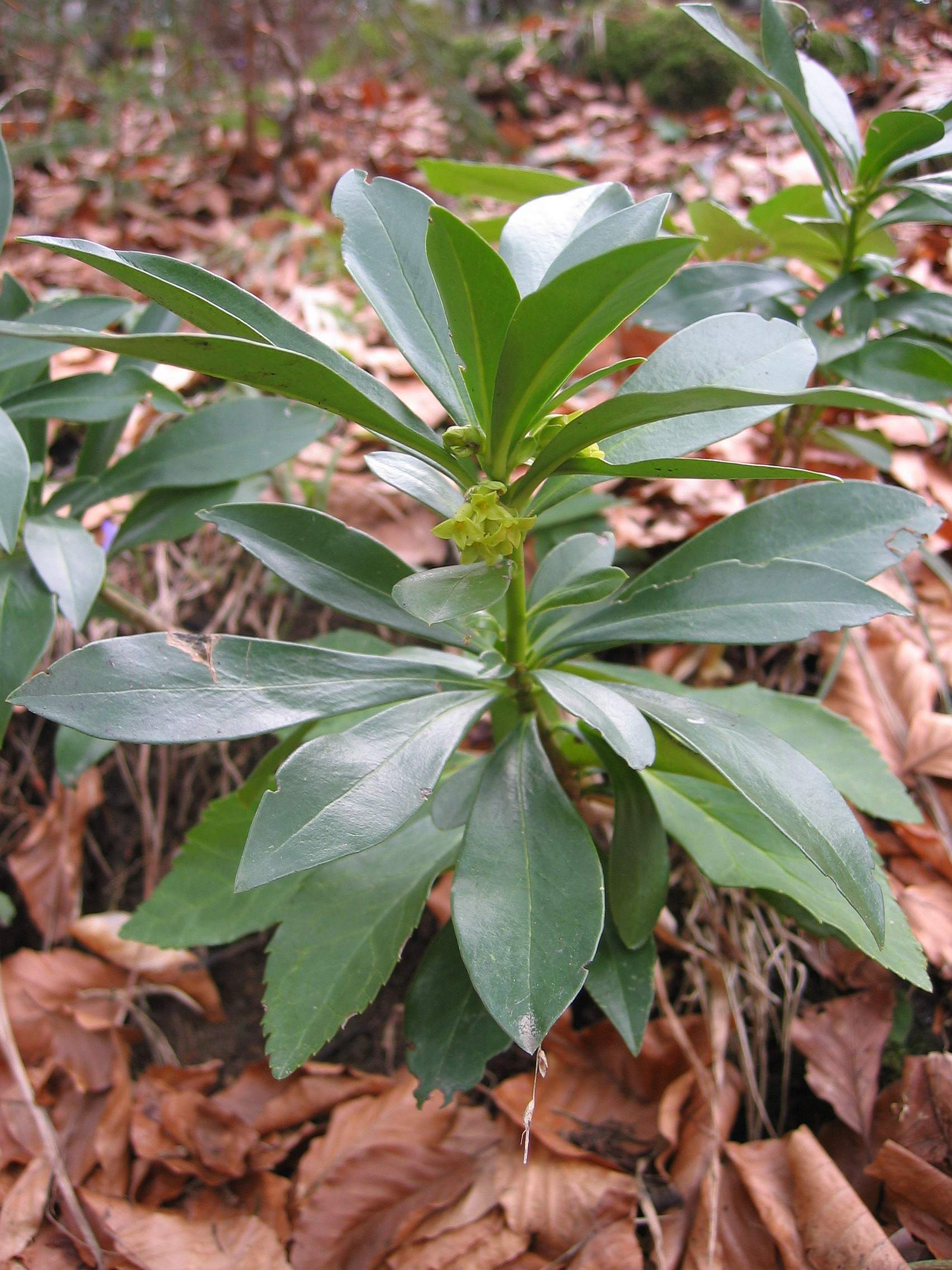
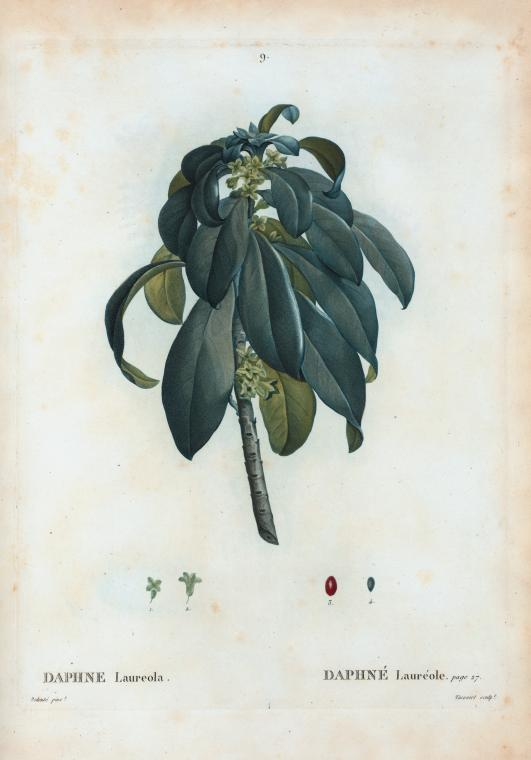
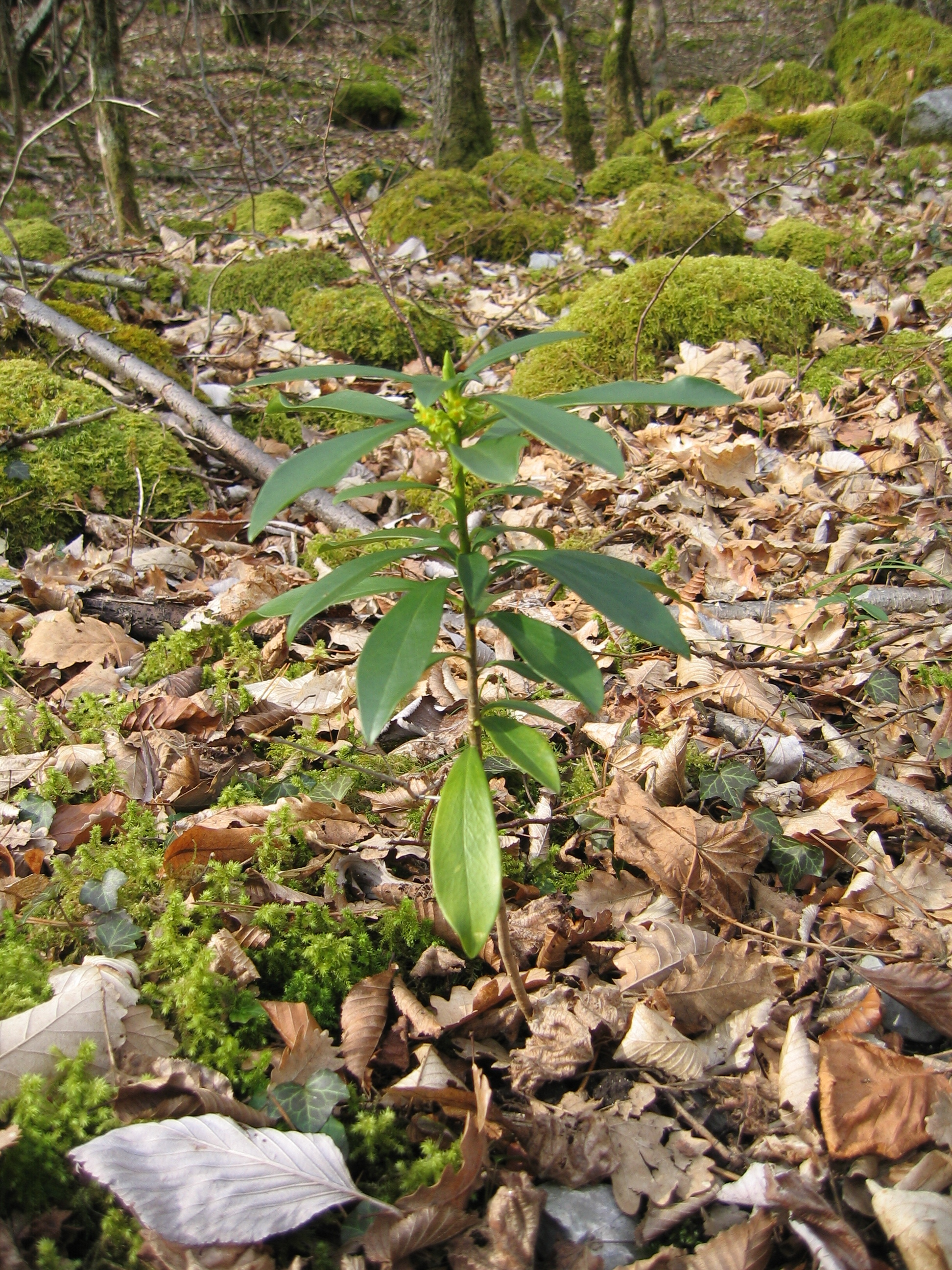
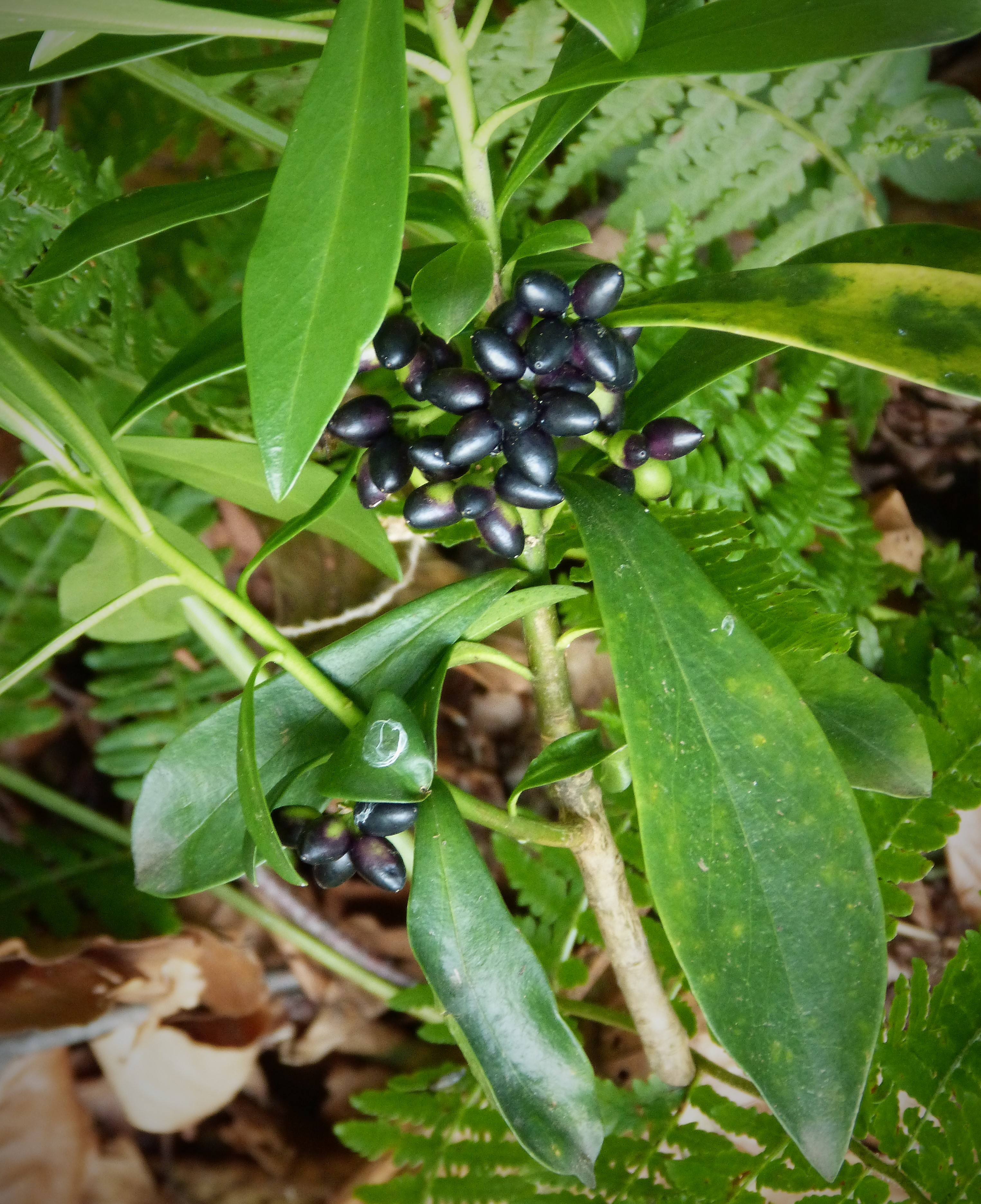